# 膜叶贯众
膜叶贯众（学名：Cyrtomium membranifolium）为鳞毛蕨科贯众属下的一个种。

## 扩展阅读
- 維基物種上的相關：膜叶贯众